# Sertã
Sertã é uma vila portuguesa pertencente ao distrito de Castelo Branco, na província da Beira Baixa. Integra a Região do Centro e, desde 2024, a sub-região da Beira Baixa. Faz parte da diocese de Portalegre-Castelo Branco e contava em 2021 com cerca de 5 500 habitantes.
É sede do município da Sertã com 453,13 km² de área e 14 769 habitantes (2021), subdividido em 10 freguesias.

## Etimologia e ortografia
“Diz a caldeira à sertã: Tira-te para lá não me enfarrusques.”

— Do rifoneiro tradicional.
É provável que a urbe que é atualmente a Sertã tenha sido conhecida durante o Império Romano, na  Antiguidade Clássica, com o nome de Sartago, em acusativo Sartágimem, de cujo declinação deriva o topónimo Sertã. No famoso Dicionário etimológico do filólogo, linguista e lexicógrafo brasileiro Antenor Nascentes, menciona Sartã como provindo do latim Sartagine, através do espanhol sartén e da versão arcaica sartãe.

### Variações ortográficas arcaicas, modernas e hodiernas
De entre as grafias arcaicas, podem assinalar-se Sartagine nas Inquirições de Afonso II, Sartaãe nos documentos dos tempos de D. Dinis, Sertaã durante o reinado de Afonso IV, Sartaã e Sartãe durante o reinado de Afonso V, Asertam, Sertam Sertaam ou Sertaãe nos tempo de Manuel I, Certãa Certan e Sertãa no século XVIII. A grafia Certã tornou-se comum no século XVII, embora se ateste a forma etimológica Sertã desde a dinastia filipina. No entanto, outras grafias, tais como Certãa ainda eram frequentes no final do século XIX. Deve assinalar-se ainda a forma Sertãe em obras como o Auto da Lusitânia de Gil Vicente. É possível encontrar também as grafias Certam, Sertan, Sartan e Sartã
No Vocabulario Portuguez e Latino, do padre Raphael Bluteau, o primeiro grande dicionário de língua portuguesa, publicado em dez volumes entre 1712 a 1728 em Coimbra, pelo Colégio das Artes da Companhia de Jesus surgem tanto as palavras Certãa, Certan, Sartãa, Sertãa e Sertaâ, explicando que estas últimas palavras derivam de Sertago e Sartão. No Diccionario da Língua Portugueza de António de Morais Silva, de 1789, já só surge Certã.
O Compendio de Orthografia de Luis do Monte Carmello de 1767 clarifica que o nome da localidade é Certaã, mas que Sertãa (com S e e) seria preferível dada a fundação por Sertório, enquanto que sartãa (com a) seria sinónimo de frigideira.
Um outro caso interessante encontra-se no Novo Diccionario da Lingua Portugueza de Eduardo de Faria, o objeto para fritar é grafado alternativamente como sartã, sartan, sartagem ou sertagem, mas a grafia da localidade é indicada como Certã.

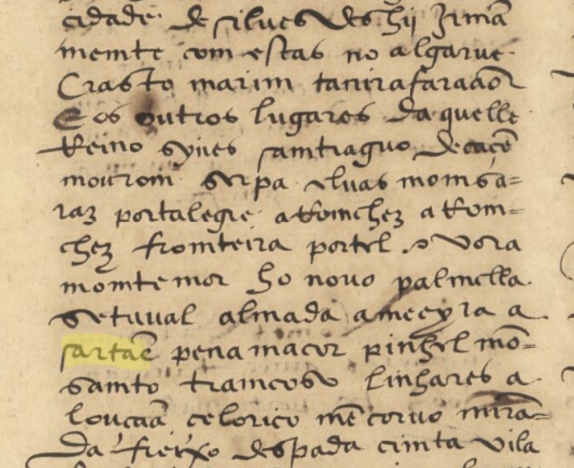
Na Crónica de D. João I de Fernão Lopes, do princípio do século 15, a grafia é Sartãe.

### Reformas ortográficas
Antes da reforma ortográfica de 1911 (adoptada pela portaria de 1 de Setembro de 1911), era comum grafar-se Certã. No entanto essa grafia convivia antes dessa data com a grafia etimológica moderna, e essa situação persistiria durante mais algum tempo. O município local persistiu na grafia com inicial C até 1931, quando o vereação liderada por João Pinto de Albuquerque, passou a usar a grafia com S inicial a partir da sessão camarária de 14 de setembro de 1931. No vocabulário ortográfico de Gonçalves Viana, o pai da reforma ortográfica de 1911, surge sertã (e também sertãe), mas não certã.
O vocabulário da Academia das Ciências de Lisboa de 1940 incluía a grafia Sertã, mas indicando "também escrito Certã".
As bases analíticas do acordo ortográfico de 1945, incluem especificamente (Base V-3.°) o termo sertã (com minúscula inicial), como exemplo de distinção entre o s e o c.
O acordo ortográfico de 1990 inclui explicitamente, na Base III-3.°, o vocábulo Sertã (com inicial maiúscula) como exemplo de distinção entre o s e o c.

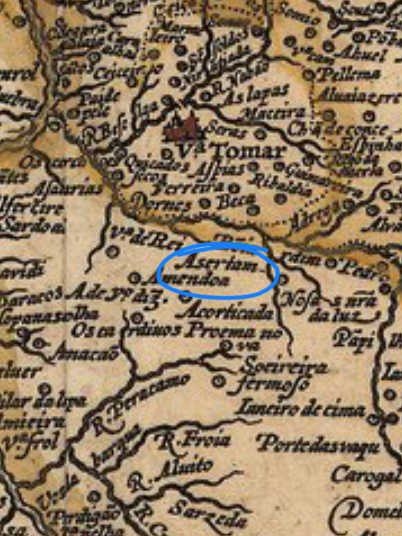
Asertam ou Sertã no mapa de Fernando Álvaro Seco de 1561, o primeiro mapa do reino de Portugal.

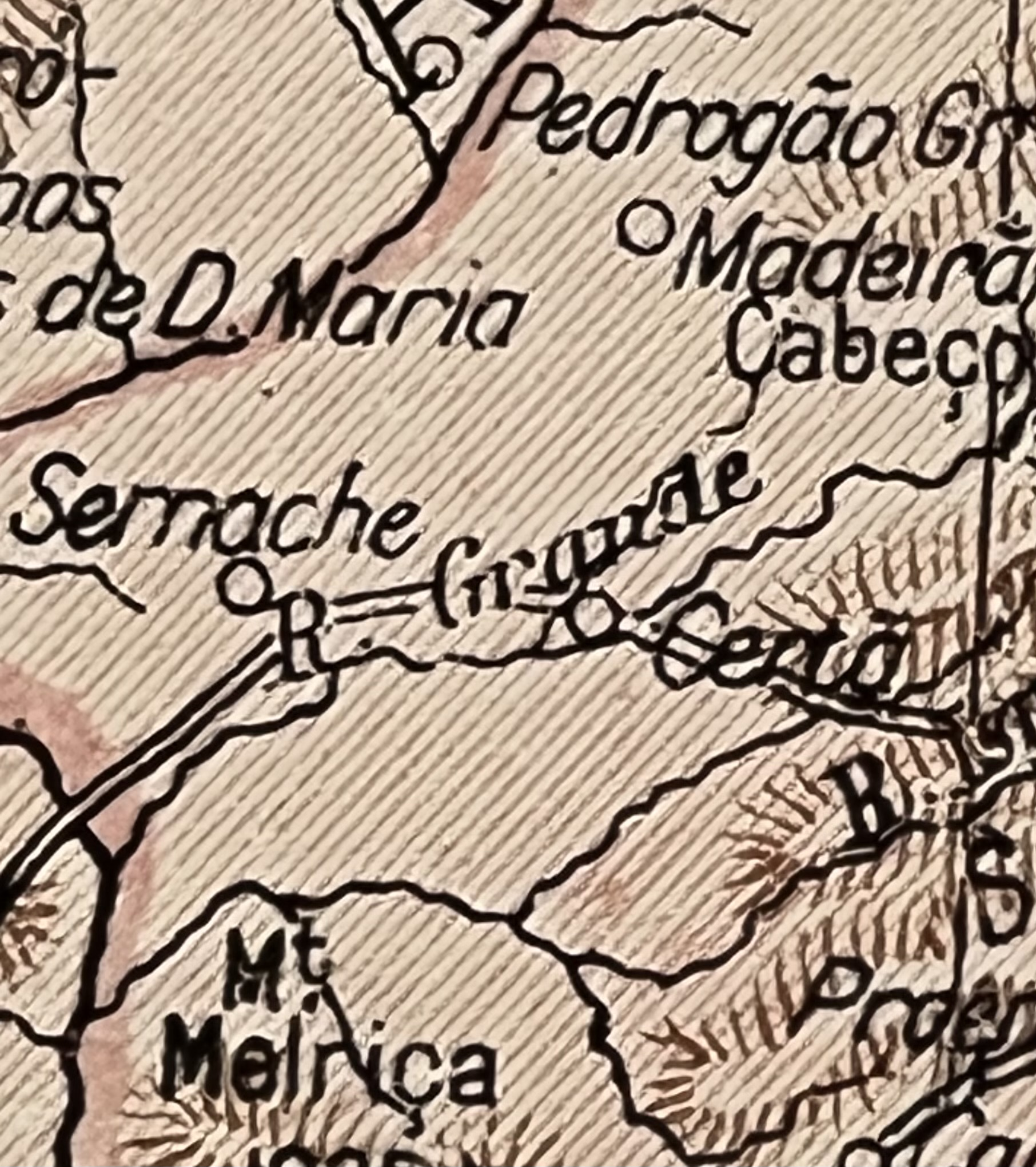
Certã ou Sertã num mapa de 1923.

## Geografia e localização

### Confrontações com municípios vizinhos, menores ou subservientes
“A área de xisto do centro do País, profundamente entalhada pelo Rio Zêzere e pelos seus afluentes, é singularmente desprovida de núcleos urbanos e só tarde se abriu a novas vias de comunicação. (…) Uma única vila faz excepção, pela aparência do comércio e a animação dos mercados: a Sertã.”

— Orlando Ribeiro.
O município é limitado a norte pelo municípios da Pampilhosa da Serra, a nordeste por Oleiros, a sueste por Proença-a-Nova, a sul por Mação e Vila de Rei, a oeste por Ferreira do Zêzere e a noroeste por Figueiró dos Vinhos e Pedrógão Grande, nestes três últimos a fronteira concelhia é estabelecida pelo rio Zêzere. Todos esses outros municípios são de pequena dimensão demográfica e pouco significado económico, e todos eles têm uma relacão de subserviência sociocultural em relacão a Sertã; assim se entendendo os dizeres de Orlando Ribeiro.

“O golpe da Sertã não fere mas çuja.(‘‘sic’’)”

— adágio

### Geomorfologia
A vila da Sertã localiza-se num elegante vale xistoso, numa área densa de floresta com predominância de pinheiro bravo e, mais recentemente, de eucalipto. O ponto mais alto do município, nos limites do município de Oleiros, é a Serra de Alvelos, que atinge os 1082 m. O ponto mais baixo do município tem uma altitude de 125 m. Não se  trata de um ponto de mais baixa altitude, mas de toda a linha ao longo da Albufeira do Castelo De Bode, no rio Zêzere.
A zona compreendida entre o rio Zêzere, o rio Ocreza (a oriente), dentro da qual se insere o município da Sertã (e também Proença-a-Nova) é, do ponto de vista geológico, pertencente ao Maciço Antigo, onde predominam os xistos argilosos, gneisses, grauvaques e quartzitos. Nalguns casos, afloram pequenas manchas de granitos, como a que abrange a freguesia de Pedrógão Pequeno. Ao longo de algumas ribeiras, observam-se terraços fluviais com minerais, cuja importância na economia dos povos indígenas, e posteriormente, dos povos romanizados, poderá ter tido alguma importância. Trata-se de uma área muito montanhosa, profundamente recortada por ribeiras e ribeiros.

### Hidrografia
A localidade é banhada por dois formosos cursos de água, a ribeira da Sertã, também conhecida localmente como ribeira Grande, e a ribeira de Amioso (ou ribeira Pequena), juntando-se esta àquela no sítio de Entre-Águas. Estes dois cursos de água são deveras caudalosos no inverno, mas podem quase secar na estação do estio.
Todo o oeste do município é delimitado pelo rio Zêzere, mais especificamente pelas albufeiras criadas pela barragens do Cabril, da Bouçã e do Castelo de Bode. A grande massa de água influencia o clima tornando-o deveras húmido.

“A Sertã lembra já uma povoação da Estremadura ou limiar da Beira Litoral. É, no conjunto, uma elegante vilazinha clara, debruçada num meandro gracioso da ribeira da Sertã, entre montes que se vão fazendo pequenos, à borda de águas que já perderam a braveza serrana para regarem mansamente leiras de milho, mancha branca entre verduras de pinhal e olivedo, a que não falta, para acentuar a nota atlântica da paisagem, o moinho de vento no coruto dos montes, onde já se sente soprar o vento húmido do oceano.”

— Orlando Ribeiro.

### Flora
A região da Sertã, e os pequenos municípios em seu redor, apresenta-se ainda hoje coberta com um enorme manto de pinheiro bravo, daí ser denominada a sub-região do Pinhal Interior Sul. Em várias zonas, a mancha de pinheiro bravo começa a ser substituída por eucalipto por ser mais rentável. A oliveira é outra das espécies autóctones frequentes na flora local. Em alguns locais, no entanto, veem-se ainda resquícios de uma floresta mais primitiva, composta por carvalhos, castanheiros, azinheiras e pinheiro manso. O coberto arbustivo é composto por urze,
carqueja, giesta, carrasco, esteva e medronheiro, que cobre a camada esquelética do xisto.
A introdução do pinheiro bravo na região fez-se, essencialmente, a partir da Idade Média, ou mais recentemente nalgumas zonas mais montanhosas. Certas áreas que devido à altimetria, não são propícias ao desenvolvimento do pinheiro bravo (como a Serra de Alvelos com a sua altitude acima dos 1000 m), apenas vê crescer a mancha arbustiva.

### Clima

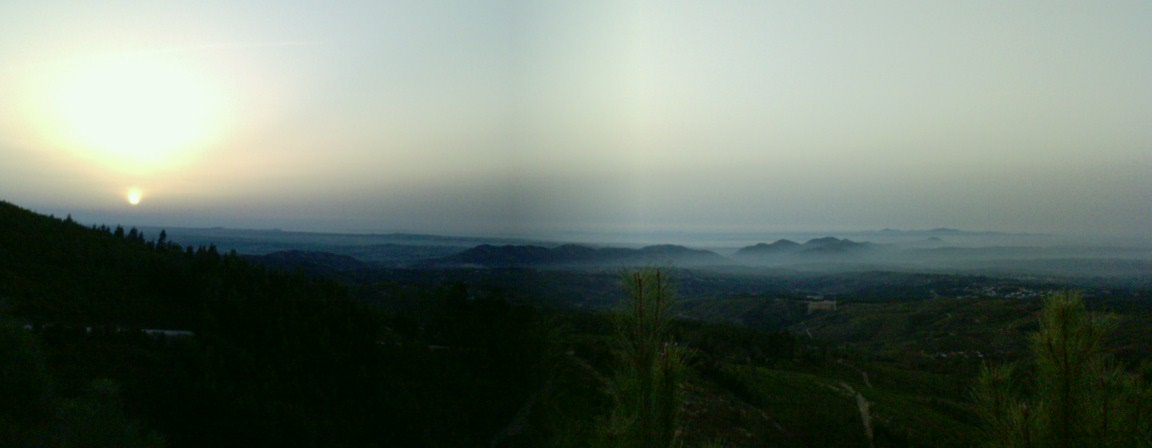
Vista de madrugada da Serra de Alvelos.

O clima é de tipo mediterrânico, com algumas influências continentais. Os Verões são bastante quentes, com temperaturas que excedem frequentemente os 30 °C, ou roçam os 40 °C, e invernos consideravelmente frios, com noites de temperaturas mínimas negativas, registando-se assim uma elevada amplitude térmica. No Cabeço da Rainha, ponto culminante da serra de Alvelos, e nas freguesias limítrofes é frequente nevar durante o Inverno.

## História social e política

### Pré-história
A fundação da Sertã perde-se nos mistérios insondáveis da noite dos tempos. A primitiva ocupação humana da zona onde agora se localiza a Sertã remontam certamente a bem antes da época pré-romana. Diversos vestígios arqueológicos atestam a antiguidade do povoamento. Designadamente, as antas da Abegoaria cerca da vila, os achados arqueológicos das Fontainhas perto de Chão de Mil (Pedrógão Pequeno), o castro de Castelo Velho, as insculturas da Fechadura perto do Figueiredo, as insculturas da Lajeira cerca das Relvas (Ermida), o castro de Nossa Senhora da Confiança em Pedrógão Pequeno, e o castro de Santa Maria Madalena, junto do Casal da Madalena (Cernache do Bonjardim).

### Da romanização do atual território português à islamização e reconquista cristã

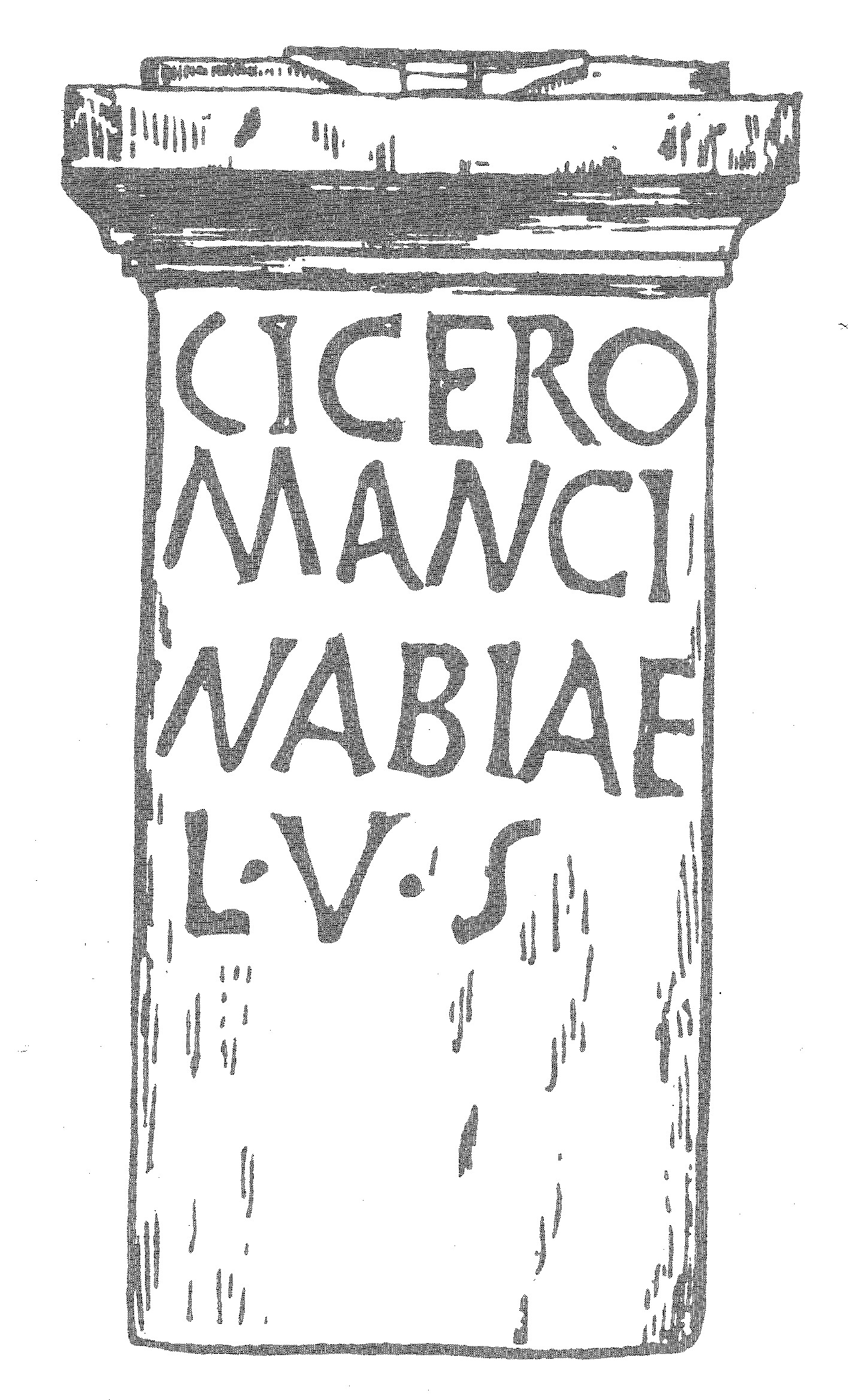
Esquema da inscrição romana de Roqueiro.Fonte: José Leite de Vasconcelos (1913).

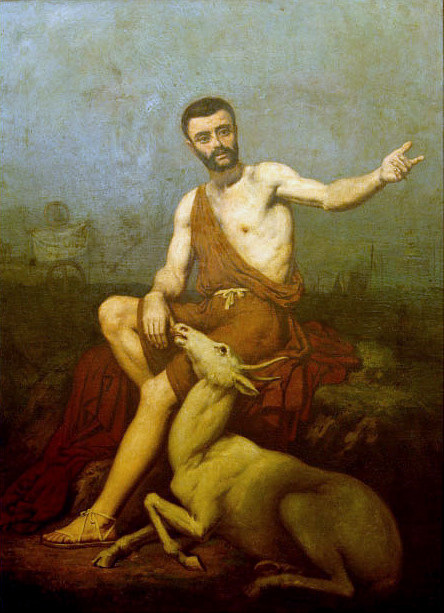
A tradição atribui a fundação do castelo da Sertã a Sertório, no ano 74 antes de Cristo.

A partir da época romana, os principais achados arqueológicos consistem na inscrição romana de Roqueiro (Pedrógão Pequeno), a inscrição romana da Castanheira encontrada na Castanheira Cimeira (Ermida), a estação arqueológica da Mata Velha (Sertã), a estação arqueológica da serra da Longra (Marmeleiro), a ponte dos três concelhos (Marmeleiro), a ponte romana do Cabril (Pedrógão Pequeno) e a calçada romana de Pedrógão Pequeno.
Ainda que a tradição atribua a fundação do castelo a Sertório, no ano 74 antes de Cristo, a estação arqueológica do castelo da Sertã revelou uma origem da época islâmica.
No contexto das lutas pela Reconquista cristã da Península Ibérica, o conde D. Henrique de Borgonha (1095-1112), teria determinado o repovoamento do local bem como a reedificação do seu castelo.

### Após a formação da nacionalidade

#### Carta deforal
Segundo algumas fontes clássicas e reputadas, designadamente Raphael Bluteau, Juan Antonio de Estrada, Carreira de Melo, Frei António Brandão, Miguel Leitão de Andrada e Jacinto Manso de Lima, o conde D. Henrique teria ordenado a reedificação da vila e castelo a 9 de Maio de 1111. Esta informação é possivelmente um erro: uma confusão com a vila de Sátão, que efectivamente recebeu uma carta de aforamento assinada por D. Henrique naquela data.

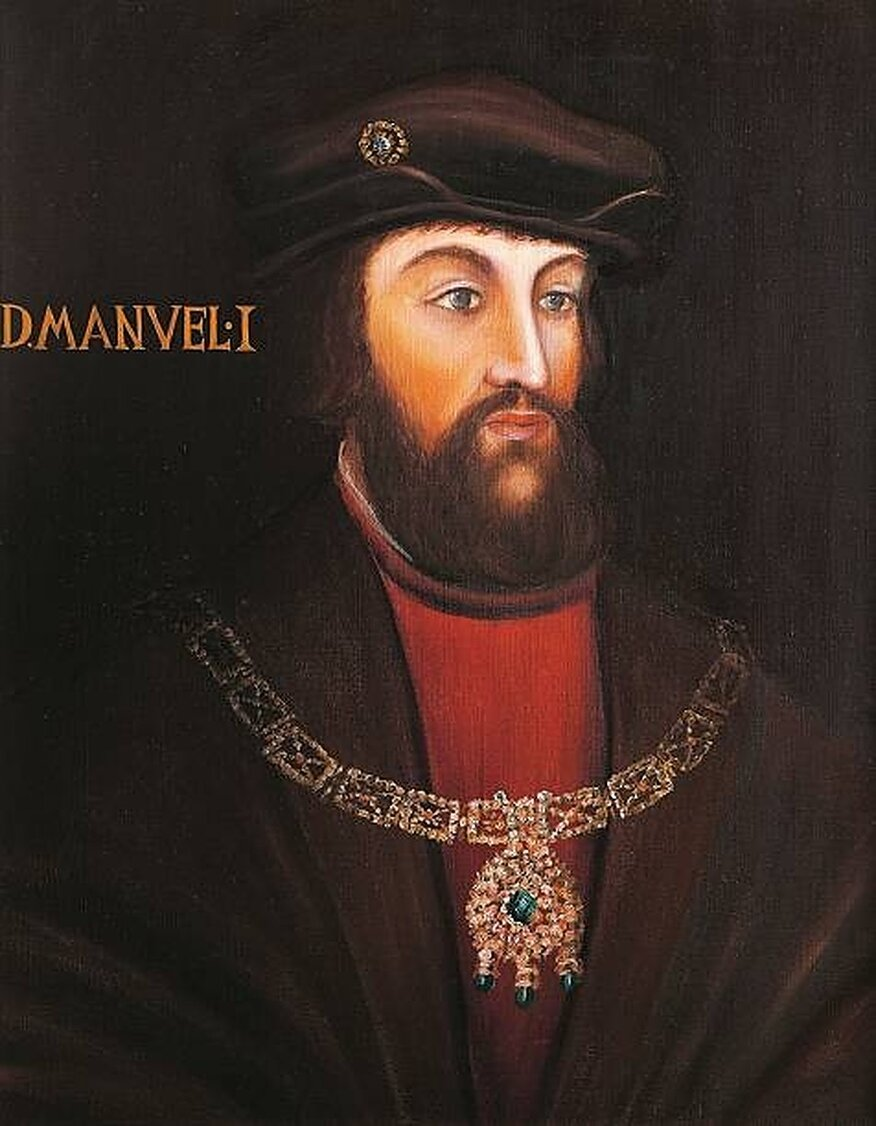
O foral Sertaãe da hordem do Spitall foi outorgado pelo rei D. Manuel I, em 1513

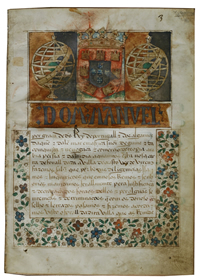
O foral da Sertã é um foral manuelino (muitas vezes chamados forais novos, do princípio do século 16).

O mais antigo foral concedido à vila, de que há evidência segura, data de 20 de Outubro de 1513, outorgado pelo rei D. Manuel I. No entanto, deve assinalar-se que o foral de 1513 refere que esse documento foi outorgado por em razão de não aparecerem os antigos, o que pode sugerir uma outra carta de foral desaparecida. Em todo caso parece claro que a localidade tinha sido promovida a vila em 1455. No momento da concessão do foral, a Sertã era já então um concelho de relativa importância, já que os seus representantes tinham assento nas Cortes desde D. Afonso Henriques. Nesta altura, a vila pertencia à Ordem de Malta. Em 1665, a vila passou para a Casa do Infantado, que assimilou os rendimentos do Grão-Mestrado da velha Ordem de Malta.
Nenhuma das três cópias (uma para o Concelho, outra para a Ordem do Hospital e outra para a Torre do Tombo) do foral original subsistiu até à atualidade, existindo apenas o registo no “Livro dos Forais Novos da Beira” e a transcrição no “Livro dos Forais, doações, privilégios e inquirições da Ordem de Malta”.

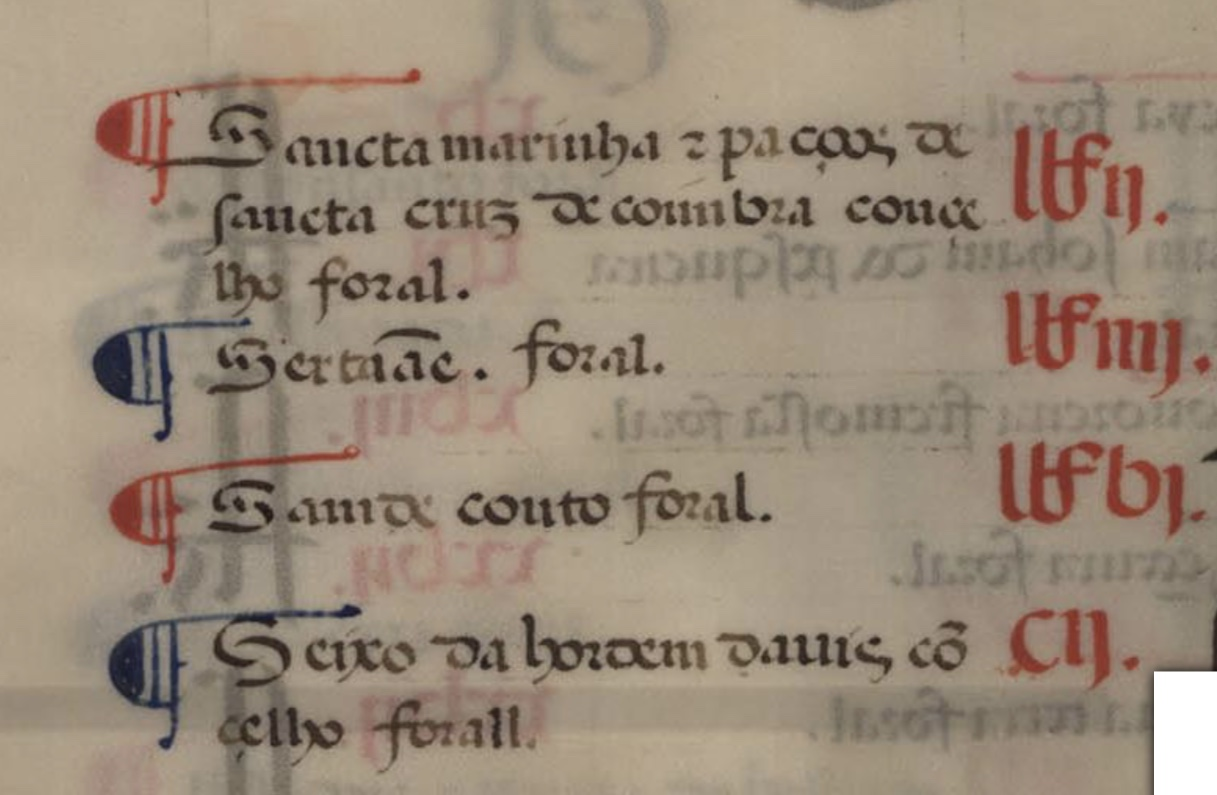
Referência ao foral da Sertã no Livro dos Forais Novos da Beira.

#### Templários e Hospitalários
A primeira intervenção da Realeza devidamente atestada em relação à Sertã ocorreu com D. Afonso Henriques que doou à Ordem dos Templários a terra limitada pelo rio Tejo e o rio Zêzere. A posse da Sertã pelo Templo demorou apenas entre 1165 e 1174, já que neste ano o primeiro rei português transferiu-a para as mãos da Ordem do Hospital.
Durante o interregno de 1383-1385, a Sertã esteve sempre os lado certo da História, revelou patriotismo e amor pela Liberdade: tomou o partido do mestre de Avis.
A Sertã foi durante vários séculos, uma das quatro alcaidarias-mores do priorado do Crato, juntamente com o Crato, Belver e Amieira. Os alcaide-mores desempenhavam funções de governador militar de magistrado. Conhecem-se os seguintes alcaides-mores: Diogo Gonçalves Caldeira, nomeado por D. Duarte, o filho daquele, André Caldeira de Sousa. A este sucedeu seu irmão Diogo Rodrigues Caldeira, seguindo-se o seu filho, Cristovam Caldeira. Existem documentos datados de 1522, que se referem a este último. Vicente Caldeira, substitui-o em 1541, sucedendo João Tobias Caldeira em 1587. A alcaidaria-mor da Sertã passou depois por via não hereditária a Carlos Araújo de Vasconcelos. Seguiu-se-lhe o filho Pedro Rodrigues de Araújo por volta de 1604. O genro deste, Luiz de Azevedo Faria, herdou o cargo e manteve-o até 1674. De novo, por via não hereditária, a alcaidaria-mor passou para Filipe de Sousa, e posteriormente para Vasco Manuel de Figueiredo Cabral em 1794. No início do século XIX, o alcaide-mor era Pedro da Câmara de Figueiredo Cabral. A Sertã passou à ter tribunal, ou seja Juiz de Fora em 1630.
Nos inícios do século XVII,o castelo construído no século X ainda se encontrava em boas condições, embora não tivesse a mesma utilidade de alguns séculos antes. Mas, no final do século seguinte a fortaleza encontrava-se completamente arruinada.

### Lenda da Celindaou lenda da fundação da Sertã[85][86]
Segundo uma lenda heroica, o castelo da Sertã terá sido edificado em 74 a. C. por Quinto Sertório (uma figura histórica), um militar romano, que fora exilado por razões políticas. Veio para a Península Ibérica por volta do ano 80 a.C. e aliou-se aos Lusitanos. Sertório foi traído e assassinado durante um banquete por Perpena um lugar-tenente a soldo de Roma. A Lusitânia ficou então sob domínio romano.
Nas lutas ocorridas na conquista da Lusitânia, houve um ataque romano ao castelo, durante o qual o chefe do castelo pereceu. Sua mulher, Celinda, ao saber da notícia, dando conta que o inimigo chegava às muralhas, subiu às ameias com uma enorme sertã ou sertage (uma frigideira quadrada) cheia de azeite a ferver na qual fritava ovos. Lançou o azeite fervente sobre os invasores que foram obrigados a recuar. Deu assim tempo que chegassem reforços dos lugares mais próximos. Foi assim que o nome de Sertã foi dado ao lugar, que até então tinha um nome desconhecido.

### Representacão política nacional em tempos de antanho

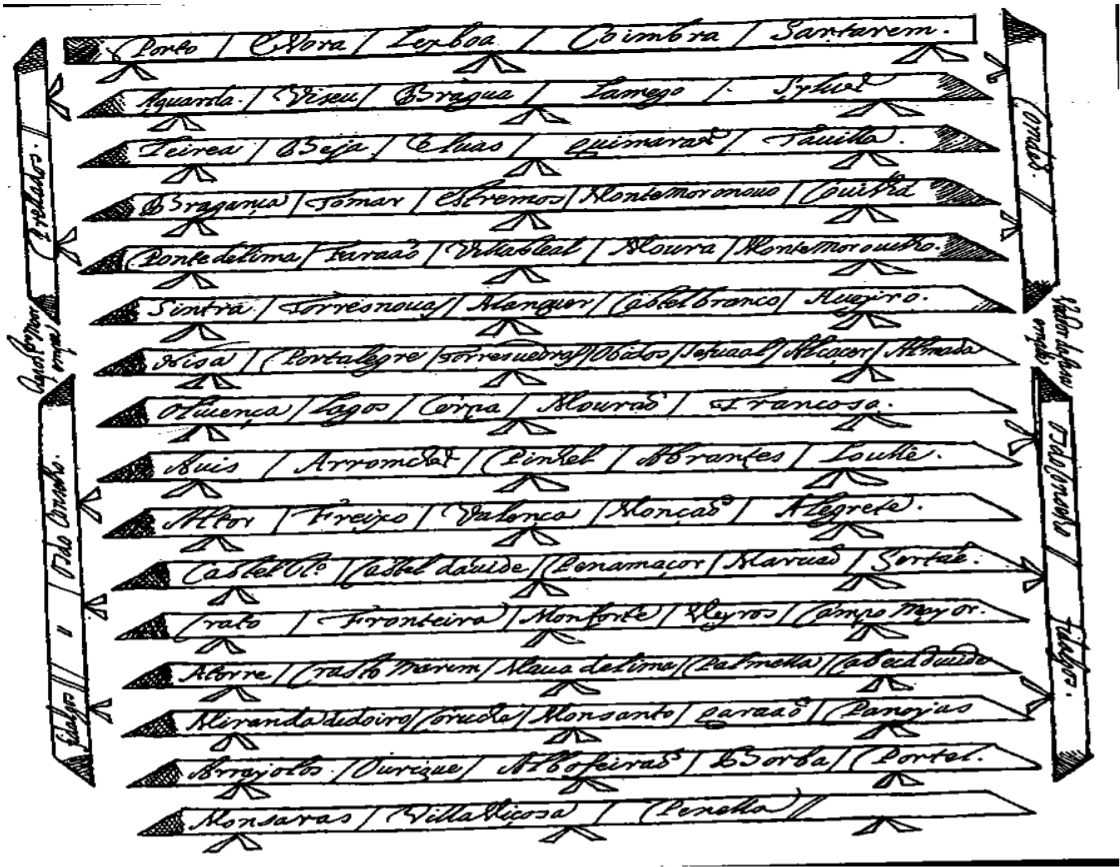
Ver (linha 11) referencia da Sertae no alinhamento dos representantes nas Cortes de Évora de 1481-1482.

Ainda que as actas das cortes de Lamego possam sugerir que Sertã não tenha estado representada nas cortes de Lamego, verdadeiro fórum criador do primeiro ordenamento protoconstitucional monárquico do país, a verdade é que a localidade teve representantes em várias cortes ainda antes do foral, desde os tempos do saudoso D. Afonso Henriques.
Durante o interregno de 1383-1385, segundo a  Coronica del Rey Dom João o primero desse nome de Fernão Lopes, a Sertã tomou o partido do mestre de Avis e do papa Urbano VI de Roma, designadamente nas Cortes de Coimbra de 1385. 
Nas cortes de Lisboa de dezembro de 1439, os procuradores da Sertã foram Afonso Eanes e Fernam Bariga
Nas cortes de Lisboa de 1828, a Sertã teve—coisa rara, atestando a alta relevancia política desta região—dois procuradores nas cortes: o bacharel Januário José Ferreira Victor dos Reis e José Vicente Caldeira de Casal Ribeiro (que era nessa data desembargador dos agravos da Casa da Suplicação.
Durante os séculos 19 e 20, o concelho fez muitas vezes parte da regiao elitoral da Beira Baixa, ou do círculo eleitoral de Castelo Branco (círculo 16 ou 24). Mas em várias ocasioes, o concelho da Serta, juntamente com os concelhos subservientes de Vila de Rei Oleiros e/ou Proença-a-Nova, constituíram variadas vezes círculos eleitorais uninominais específicos (o círculo 81 em 1879, o círculo 96 em 1860, 1864, 1865, 1868, 1869, o círculo 58 em 1870 e 1871  ou o círculo 63 em 1897, círculo 78 em 1900) 

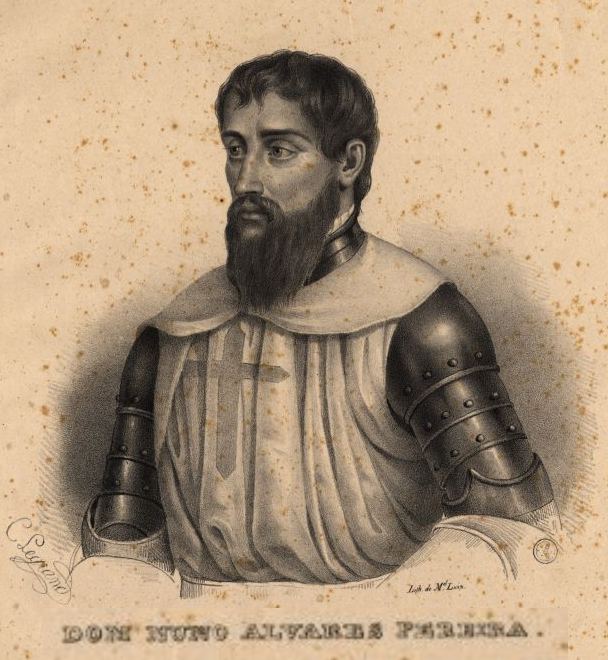
São Nuno de Santa Maria (Nuno Álvares Pereira) foi um dos grandes heróis nacionais, e o mais notável e ilustre sertaginense de todos os séculos, eras, geracões e tempos.

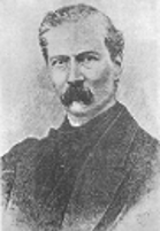
José Parada Leitão, professor, deputado, militar condecorado, combateu na Guerra Civil, foi um dos Bravos do Mindeloe esteve no Cerco do Porto; fundador da Associação Industrial Portuense.

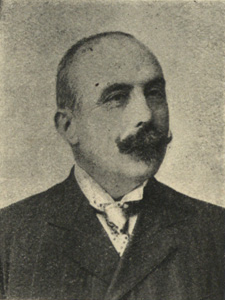
Manuel Martins Cardoso, comerciante, revolucionário e deputado à assembleia constituinte de 1911.

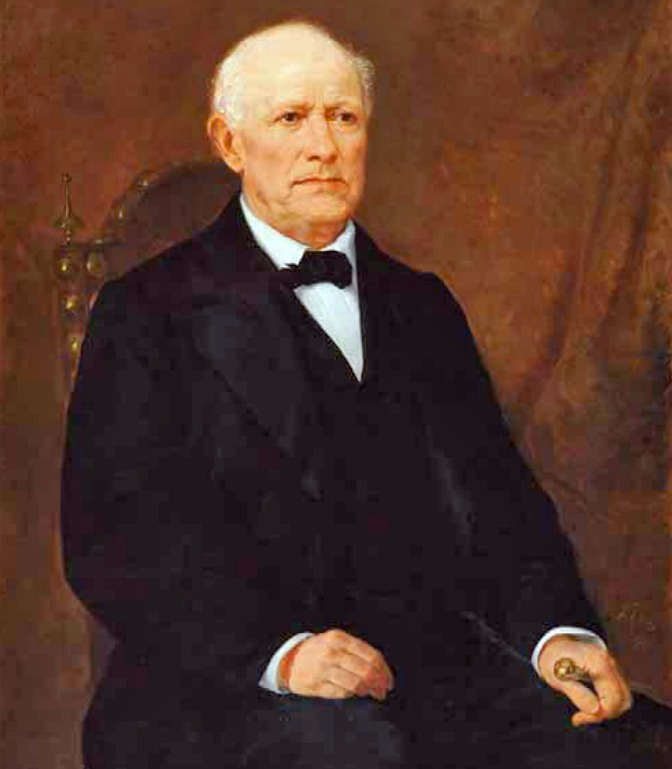
José Farinha Relvas de Campos, deputado.

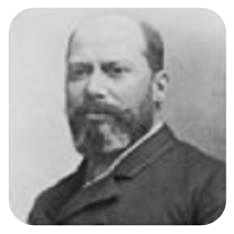
Casimiro Freire, mecenas e filantropo.

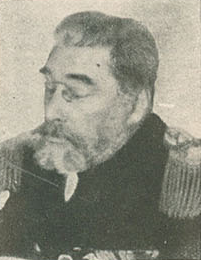
Domingos Tasso de Figueiredo, militar, vice-almirante.

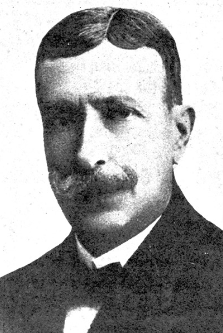
Abílio Marçal foi presidente do Parlamento português durante os primeiros anos da República.

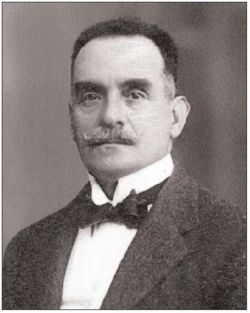
Albano Portugal Durão foi três vezes ministro e presidente da câmara municipal de Lisboa.

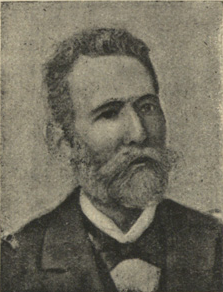
José Nunes da Matta, engenheiro naval, vice-almirante e deputado.

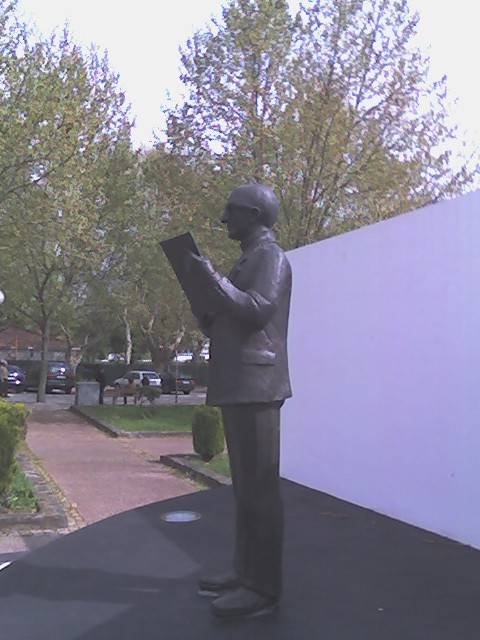
O Pe. Manuel Antunes foi uma académico de nomeada no campo da filosofia e o mais ilustre e brilhante sertaginense do século XX. Estátua de Vasco Berardo na alameda da Carvalha, inaugurada em 24 de Junho de 2005.

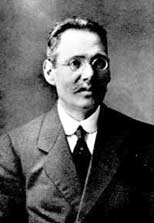
O prof. David de Melo Lopes foi um dos mais relevantes e ilustres arabistas e linguistas portugueses do século XX.

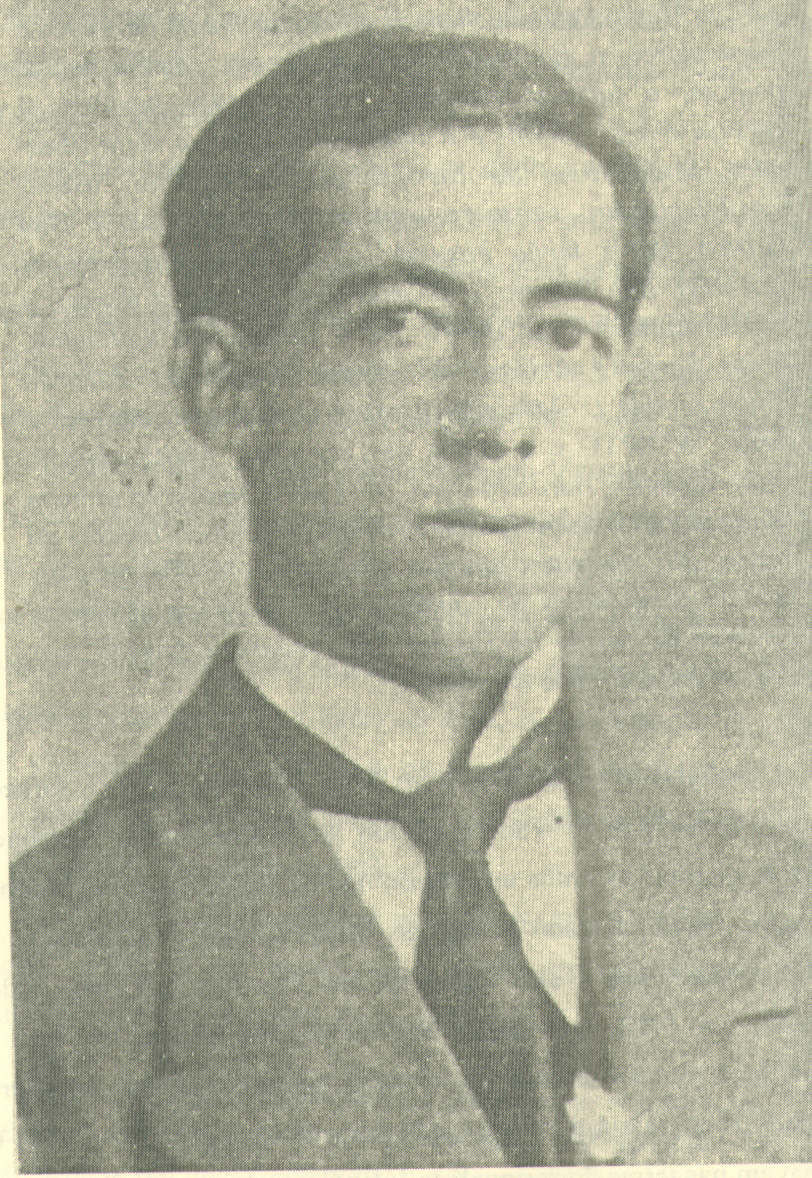
Silvino Santos, pioneiro do cinema brasileiro, nasceu neste município.

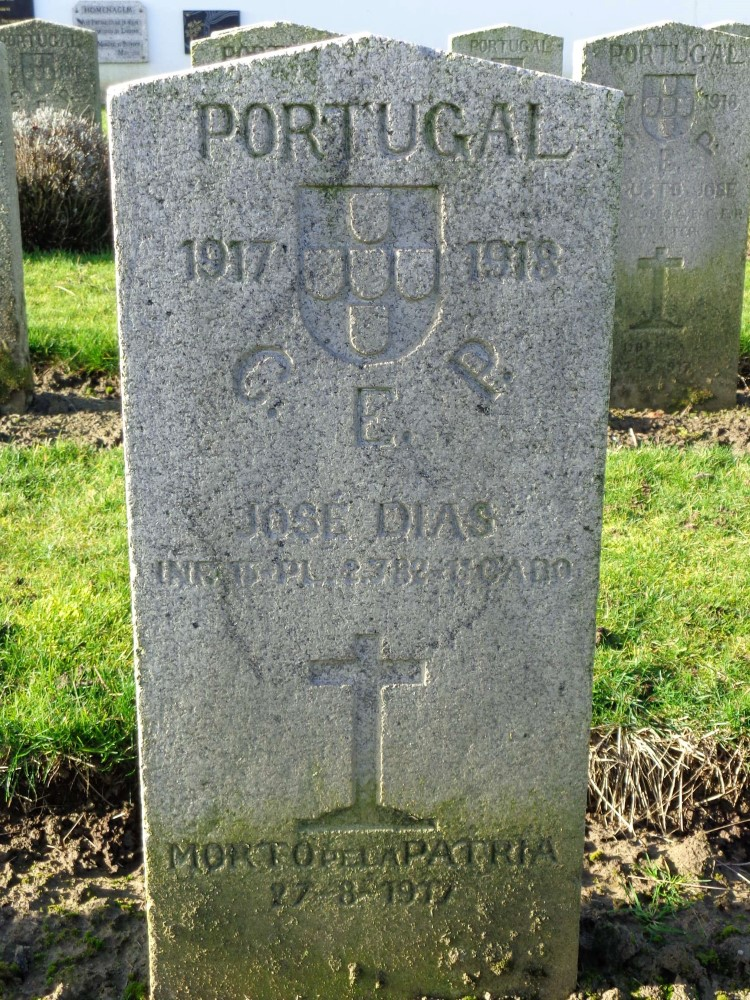
Sepultura de José Dias, um militar português, 1.° cabo, da Várzea dos Cavaleiros, que combateu e deu a vida morrendo em combate contra a tirania (a 27 de agosto de 1917)na Primeira Guerra Mundial, sepultado no Cemitério militar português de Richebourg

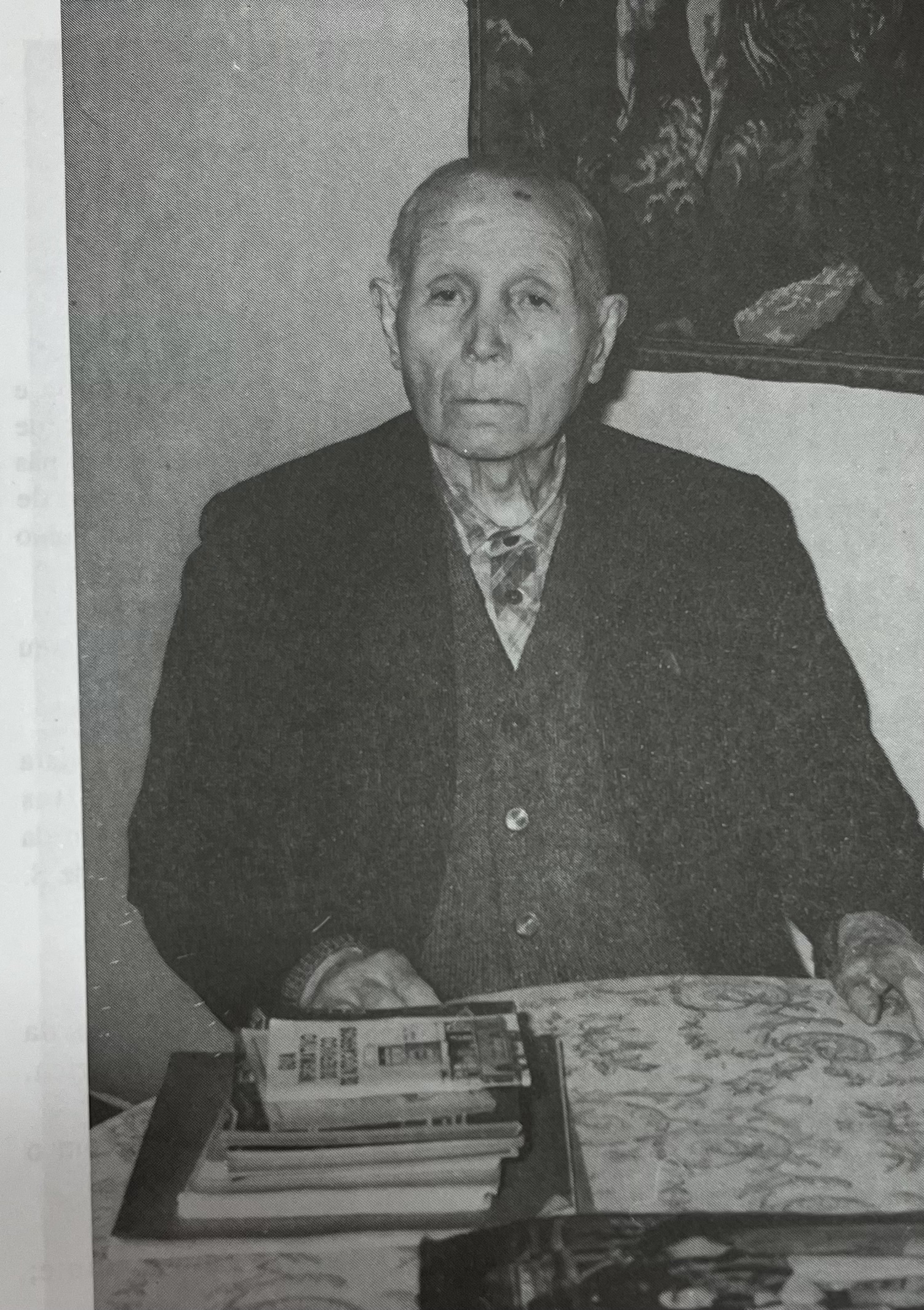
PadreAntónio Lourenço Farinha no dia do centenário do seu nascimento.

### Heróis, mártires, dignitários e outros ilustres e luminárias nascidos no município sertaginense
- São Nuno Álvares Pereira (1360-1431)[101][102][103][104])
- Gonçalo Rodrigues Caldeira (século XIV)
- Lopo Barriga (século XVI)
- Jacinto Leitão Manso de Lima (século XVII e XVIII)
- Morto como herói na Guerra da Restauração: Manuel da Mota. [105]
- D. Manuel Joaquim da Silva, D. Marcelino José da Silva e D. Eusébio Luciano Gomes da Silva (séc XVIII e XIX).
- José Farinha Relvas de Campos (1791-1865)
- D. Jerónimo José da Mata, (1804-1865)
- José Parada Leitão (1808-1890)
- Luís Diogo da Silva, financeiro (1830-1910)
- António Lopes dos Santos Valente (1839-1896)
- José Nunes da Matta (1849-1945)
- António Crisógono dos Santos (1862-1934), fotógrafo e edil.
- Manuel Martins Cardoso (1862-1954)
- Pe. António Lourenço Farinha (1883-1985)
- Prof. David de Melo Lopes (1867-1942)
- Casimiro Freire (1843-1918)
- Domingos Tasso de Figueiredo (1852-1919)
- Abílio Marçal (1867-1925)
- Albano Augusto de Portugal Durão (1871-1925)
- Silvino Santos, (1886-1970)
- Túlio Vitorino, pintor (1896-1969)
- Mortos da Revolução do 5 de Outubro de 1910: José Afonso Antunes (soldado, Regimento de Infantaria 16; falecido no quartel com arma de fogo), Emílio dos Santos (Regimento de Cavalaria 4).[106] [107]
- Mortos na Guerra do Ultramar: Adelino Duarte (natural de Carvalhal), Albino Farinha (Mosteiro de São Tiago), Albino Simão (Troviscainho), Alfredo Marques (Santa Rita, Castelo), António Farinha (Relvas, Ermida), António Marçal (Palhais), António Alves (Outeirinho, Várzea dos Cavaleiros), Carlos Marques (Castelo), Clementino António (Ladeirinha, Figueiredo), Daniel dos Santos (Chão das Macieiras, Cernache do Bonjardim), Eduardo Alves (Ermida), Eduardo Cartaxo (Sertã), Fernando Silva (Várzea dos Cavaleiros), Fernando Cotrim (Orgueira – Palhais), Fernando Martins (Tojal – Cabeçudo), Joaquim Gonçalves (Cernache do Bonjardim), Joaquim Ramos (Moinho da Rola, Sertã), José Mendes (Cernache do Bonjardim), José Martins (Pedrógão Pequeno), José Marques (Mourisco), José Nunes (Cernache do Bonjardim), José Rodrigues (Mourisco), José Martins (Várzea dos Cavaleiros), José Pereira (Castanheira Grande, Cumeada), Libânio Pires (Troviscal), Manuel Mendes (Tapada), Manuel de Jesus (Santinha, Figueiredo), Manuel Dias (Entre-a-Serra, Várzea dos Cavaleiros), Olímpio Santos (Cernache do Bonjardim), Pedro Matos Neves (Sertã) e Rogério Fernandes e Silva (Pombas, Sertã).[108]
- Mortos na Primeira Guerra Mundial: António Gomes (patente: soldado; Regimento de Artilharia de Montanha; natural de Cernache do Bonjardim, falecido em Moçambique), José Marçal (soldado, Regimento de Artilharia de Montanha; Palhais; Angola; 10 de outubro de 1915; sepultado em Lubango), António Fernandes (soldado, Regimento de Sapadores Mineiros; Amioso; França; 10 de março de 1918; Richebourg), António Nunes (soldado, Companhia de Telegrafistas de Praça; Sertã; Mocambique; 8 de setembro de 1917; Mocímboa da Praia), Manuel Tomé (chegador; Caça-Minas Augusto Castilho; Sertã, no mar deslocando-se do porto do Funchal para o de Ponta Delgada; 14 de outubro de 1918), António da Silva (soldado; Regimento de Infantaria n.º 24; Sertã, Moçambique; 4 de julho de 1918; Goba), José Mendes (soldado; Regimento de Artilharia de Montanha; Cernache do Bonjardim, Moçambique; 28 de maio de 1917; cemitério de Lourenço Marques), José Mendes (homónimo do anterior; soldado; Regimento de Infantaria n.º 15; Sambado; França; 9 de abril de 1918; Richebourg); Bernardino dos Santos (soldado; Regimento de Infantaria n.º 15; Casal da Madalena; França; 27 de Maio de 1918; Richebourg), José Dias (1º Cabo; Regimento de Infantaria n.º 15; Entre-a-Serra, França; 27 de agosto de 1917; Richebourg), José Tomás (soldado; 1ª Bateria de Morteiros Ligeiros, Regimento de Infantaria n.º 15; Pampilhal, França; 9 de dezembro de 1918; Richebourg), Manuel Mendes (soldado; Regimento de Infantaria n.º 15; Cernache do Bonjardim, França; 9 de abril de 1918; Richebourg), Manuel Joaquim (1º Cabo; Regimento de Infantaria n.º 15; Palhais, França; 29 de Maio de 1918; Richebourg), Luís Antunes (soldado; Regimento de Artilharia de Montanha; Sertã, Moçambique; Cemitério de Lourenço Marques).[109]
- Salvador Nunes Teixeira, (1892-1977)
- José Maria Bravo Serra, (1894-1964)
- Pe. Manuel Antunes, S.J. (1918-1985)
- Francisco Antunes da Silva (1948-2017)
- José Tavares (1956-)
- Jorge Salgueiro Mendes (1965-)
- Pedro Rosa Mendes, (1968-).
- Renato Paiva, (1970-)
- Joana M. Lopes, (1984-)

## Considerações socio-económicas
O sector do comércio e serviços, apresenta um peso bastante significativo no tecido económico do concelho. O turismo, nas suas diversas vertentes (hotelaria, restauração, artesanato, lazer, património) tem vindo a ser uma aposta determinante que está a revelar-se benéfica para a economia de toda a região. A indústria assenta principalmente nas empresas transformadoras ligadas às madeiras e derivados. Têm também expressão significativa a indústria transformadora de carnes, de papel e cartão, de corte e acabamento de pedra, indústria das confecções, produção de energia eléctrica (hídrica, biomassa e eólica). Também há produção local de caracol que é vendido com abundância para o litoral, onde é consumido acompanhado de cerveja. A agricultura é um sector de subsistência, que é composta essencialmente por produtos hortícolas, batatas, frutas, azeitonas e azeite, milho e vinha, com expressão reduzida, quer na ocupação de mão-de-obra, quer nos recursos tecnológicos empregues.
Em 2001, a taxa de desemprego do município era de 7,1%.
Em 1991, a taxa de analfabetismo na Sertã era ainda de 23,0%, passando a 19,4% em 2001.
Em 2001, o município tinha 0,7 médicos por milhar de habitantes e 1,8 farmácias por 10 000 habitantes.
Em 2006, 90% da população tinha abastecimento domiciliário de água, com um consumo anual médio de 40,3 metros cúbicos; 70% estavam servidas por um sistema de drenagem de águas residuais. Os esgotos de 65% da população eram tratados em estações de tratamento de águas residuais.

## Evolução da População do Município
| Número de habitantes *                   | Número de habitantes * | Número de habitantes * | Número de habitantes * | Número de habitantes * | Número de habitantes * | Número de habitantes * | Número de habitantes * | Número de habitantes * | Número de habitantes * | Número de habitantes * | Número de habitantes * | Número de habitantes * | Número de habitantes * | Número de habitantes * | Número de habitantes * |
| ---------------------------------------- | ---------------------- | ---------------------- | ---------------------- | ---------------------- | ---------------------- | ---------------------- | ---------------------- | ---------------------- | ---------------------- | ---------------------- | ---------------------- | ---------------------- | ---------------------- | ---------------------- | ---------------------- |
| 1864                                     | 1878                   | 1890                   | 1900                   | 1911                   | 1920                   | 1930                   | 1940                   | 1950                   | 1960                   | 1970                   | 1981                   | 1991                   | 2001                   | 2011                   | 2021                   |
| 15 976                                   | 16 923                 | 18 332                 | 20 380                 | 22 617                 | 23 288                 | 24 057                 | 27 183                 | 28 623                 | 27 997                 | 23 846                 | 21 503                 | 18 199                 | 16 720                 | 15 880                 | 14 769                 |
| Número de habitantes por Grupo Etário ** |                        |                        |                        |                        |                        |                        |                        |                        |                        |                        |                        |                        |                        |                        |                        |
|                                          |                        |                        | 1900                   | 1911                   | 1920                   | 1930                   | 1940                   | 1950                   | 1960                   | 1970                   | 1981                   | 1991                   | 2001                   | 2011                   | 2021                   |
| 0-14 Anos                                | 0-14 Anos              | 0-14 Anos              | 7 065                  | 7 986                  | 8 033                  | 8 173                  | 8 798                  | 8 888                  | 8 583                  | 6 040                  | 4 822                  | 3 123                  | 2 352                  | 1 980                  | 1 584                  |
| 15-24 Anos                               | 15-24 Anos             | 15-24 Anos             | 3 605                  | 4 035                  | 4 079                  | 4 108                  | 4 535                  | 4 688                  | 4 246                  | 3 395                  | 3 409                  | 2 601                  | 2 083                  | 1 619                  | 1 414                  |
| 25-64 Anos                               | 25-64 Anos             | 25-64 Anos             | 8 389                  | 9 093                  | 9 550                  | 9 918                  | 11 132                 | 11 849                 | 12 199                 | 10 330                 | 9 571                  | 8 576                  | 7 907                  | 7 880                  | 7 177                  |
| = ou > 65 Anos                           | = ou > 65 Anos         | = ou > 65 Anos         | 1 420                  | 1 454                  | 1 515                  | 1 827                  | 2 089                  | 2 594                  | 2 969                  | 3 285                  | 3 701                  | 3 899                  | 4 378                  | 4 401                  | 4 594                  |

```
* Número de habitantes "residentes", ou seja, que tinham a residência oficial neste município à data em que os censos se realizaram. ** De 1900 a 1950 os dados referem-se à população "de facto", ou seja, que estava presente no município à data em que os censos se realizaram. Daí que se registem algumas diferenças relativamente à designada população residente) 
```

De acordo com os dados do INE o distrito de Castelo Branco registou em 2021 um decréscimo populacional na ordem dos 9.3% relativamente aos resultados do censo de 2011. No concelho da Sertã esse decréscimo rondou os 7.0%.
Entre 1991 e 2001, a população reduziu-se em 8,1%.

### Distribuição etária (2001)
População total16720.

### Outros indicadores demográficos e sociais (2007)[57]
- Taxa bruta de natalidade: 7,7 por mil.
- Taxa bruta de mortalidade: 14,1 por mil.
- Taxa bruta de nupcialidade: 5,9 por mil.
- Taxa de fecundidade geral: 35,0 por mil.
- Nascimentos fora do casamento: 21,3%
- Proporção de casamentos entre nacionais e estrangeiros: 8,5%
- Proporção de casamentos católicos: 60,6%
- População estrangeira com estatuto de residente: 0,24%
- Índice de masculinidade:[115] 91,0
- Índice de dependência de idosos:[116] 42,8.
- Índice de envelhecimento:[116] 207,5.
- Índice de longevidade:[117] 52,2.
- Idade média da mãe ao nascimento do primeiro filho:[118] 27,5.
- Idade média da mulher ao primeiro casamento:[118] 26,6
- Idade média do homem ao primeiro casamento:[118] 30,0
- Esperança de vida à nascença: 76,95 anos.
- Esperança de vida restante ao 65 anos: 18,08 anos.
- Relação de feminidade no ensino secundário:[119] 55,8.
- Taxa quinquenal de mortalidade infantil (2002/2006): 6,1.
- Número de médicos residentes no município: 12.
- Veículos automóveis vendidos por 1000 habitantes (em 2007): 15,91.
- Acessos telefónicos por 100 habitantes: 31,6.
- Balcões de bancos, caixas económicas e caixas de crédito agrícola: 10.
- Total de depósitos nos balcões de bancos no município: 142,29 milhões de euros.
- Terminais de caixas automáticas (Multibanco): 14.
- Crimes registados (2006) pelas autoridades policiais: 387, sendo 140 contra as pessoas, 139 contra o património, 79 contra a vida em sociedade, 6 contra o estado, e 23 outros.

### Religião
(de acordo com os censos de 2001, em relação à população de mais de 15 anos)

### Nacionalidades dos residentes
(de acordo com os censos de 2001)
(a tabela indica o país da primeira nacionalidade)

## Educação
No concelho existe o Agrupamento de Escolas da Sertã, do qual fazem parte os seguintes estabelecimentos:
- Jardim de Infância de Cabeçudo
- Jardim de Infância de Castelo
- Jardim de Infância de Pedrógão Pequeno
- Jardim de Infância da Sertã
- Escola Básica do 1º ciclo com jardim de infância de Cumeada
- Escola Básica do 1º ciclo com jardim de infância São Nuno de Santa Maria (Cernache do Bonjardim)
- Escola Básica do 1º ciclo com jardim de infância de Troviscal
- Escola Básica do 1º ciclo com jardim de infância de Várzea dos Cavaleiros
- Escola Básica do 1º ciclo de Cabeçudo
- Escola Básica do 1º ciclo de Castelo
- Escola Básica do 1º ciclo de Pedrógão Pequeno
- Escola Básica da Sertã (com 1º, 2º e 3° ciclos)
- Escola Básica de 2º e 3º ciclos Padre António Lourenço Farinha
- Escola Secundária da Sertã

Outros
- Escola Tecnológica e Profissional da Sertã
- Instituto Vaz Serra em Cernache do Bonjardim (com 2º, 3º ciclos e secundário)
- Polo da Sertã do Conservatório de Música de Coimbra

## Cultura

### Gentílico
Os habitantes da Sertã chamam-se sertaginenses, enquanto que o termo sertanenses deve ser utilizada quando é feita referência aos fervorosos e leais adeptos do Sertanense Futebol Clube.
O dicionário de Língua Portuguesa da Porto Editora, o Vocabulário Ortográfico da Língua Portuguesa, quinta edição, 2009, da Academia Brasileira de Letras, a Grande Enciclopédia Portuguesa e Brasileira, o Dicionário da língua portuguesa de Cândido de Figueiredo, o Dicionário da língua portuguesa de José Pedro Machado e antes destes o dicionário de Caldas Aulete e Santos Valente (sendo este curiosamente um natural da Sertã) em 1881 registam também a palavra sertainho como gentílico da Sertã. No entanto, esse termo é de uso inteiramente desconhecido para os nativos.
O termo sartaginense não se encontra atualmente dicionarizado, e parece ter sido sempre deveras raro. Note-se no entanto que Candido de Figueiredo, reconhecidamente um dos maiores filólogos da língua portuguesa, afirmava ser essa a grafia preferível, e que a grafia sertaginense (ou, a seu tempo, certaginense) estava errada.

“MARCHA DA SERTÃ
Tens tu Sertã
Sabor a rosa…
Oh! Dona airosa
 Gentil, louçã.
Em Portugal
Não tens rival:
Não há por cá
Não há, não há
Mais lindas flores
Mais lindos pares…
Nossos cantares
Sonhos d’amores
Terno calor
Que me consome
De beijos fome,
Sede d’amor
Carvalha dos Salgueirais
Oh! Mata do Hospital
Não ouves em Portugal
Soltar mais sentidos ais!
Os nossos são todo amor
Nascido com teu calor,
Fomos às nossas ribeiras
Estes seus sons procurar
Para em rimas fagueiras
À luz do sol te cantar.”

— António Teixeira e João Esteves.

### Marcha
Corria o ano de 1934 quando o maestro da Filarmónica União Sertaginense, António Teixeira, resolveu avançar com a ideia de compor uma marcha que elogiasse as virtudes da vila da Sertã. Depois da composição terminada, entrou em cena João Esteves, que escreveu a letra daquilo que viria a ser a Marcha da Sertã.

### Património edificado de relevância
As construções mais relevantes do município são a Igreja Matriz da Sertã, o Castelo da Sertã, a Ponte da Carvalha, os pelourinhos da Sertã e de Pedrógão Pequeno e os Paços do Concelho.

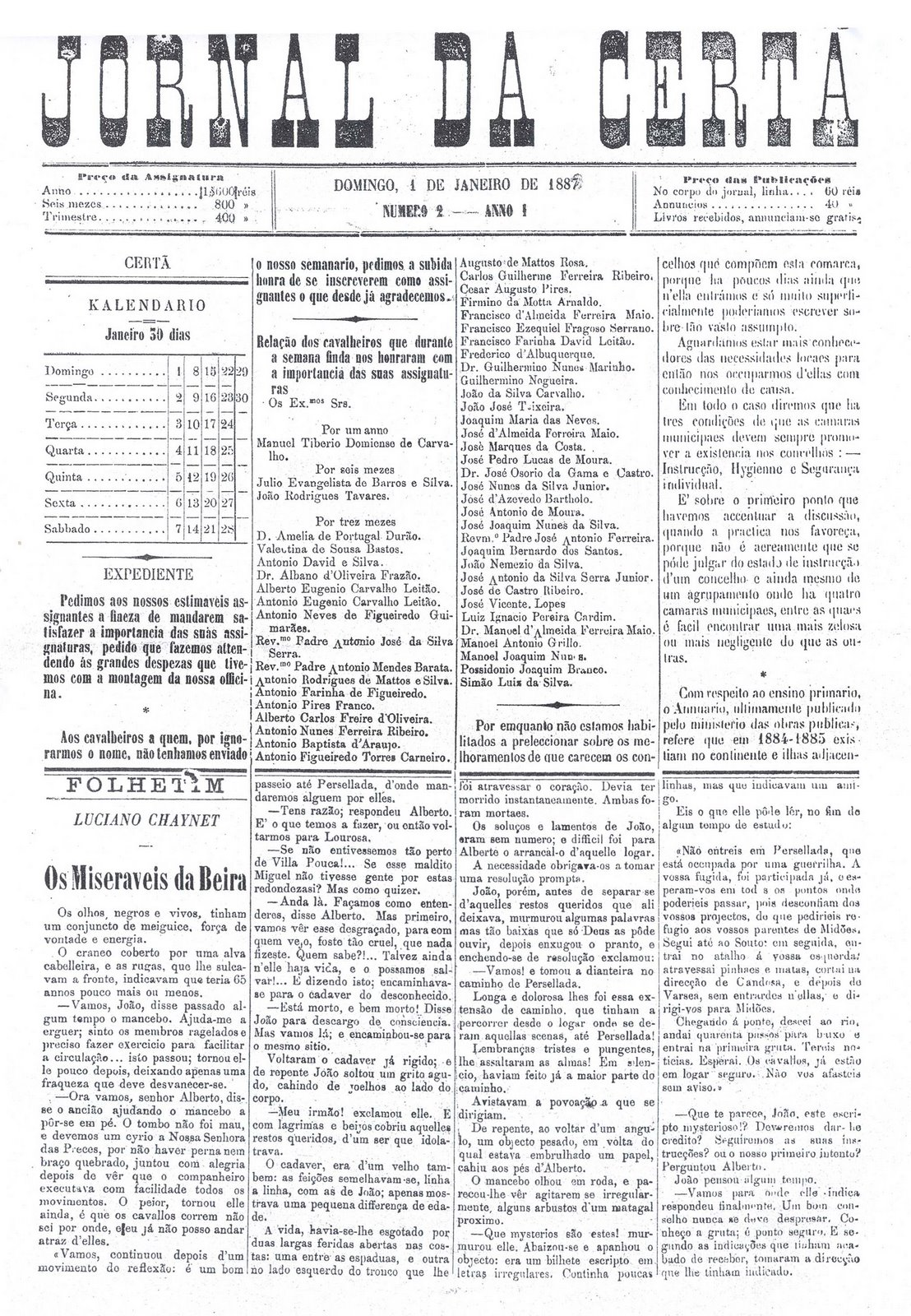
Jornal da Certã, em 1887.

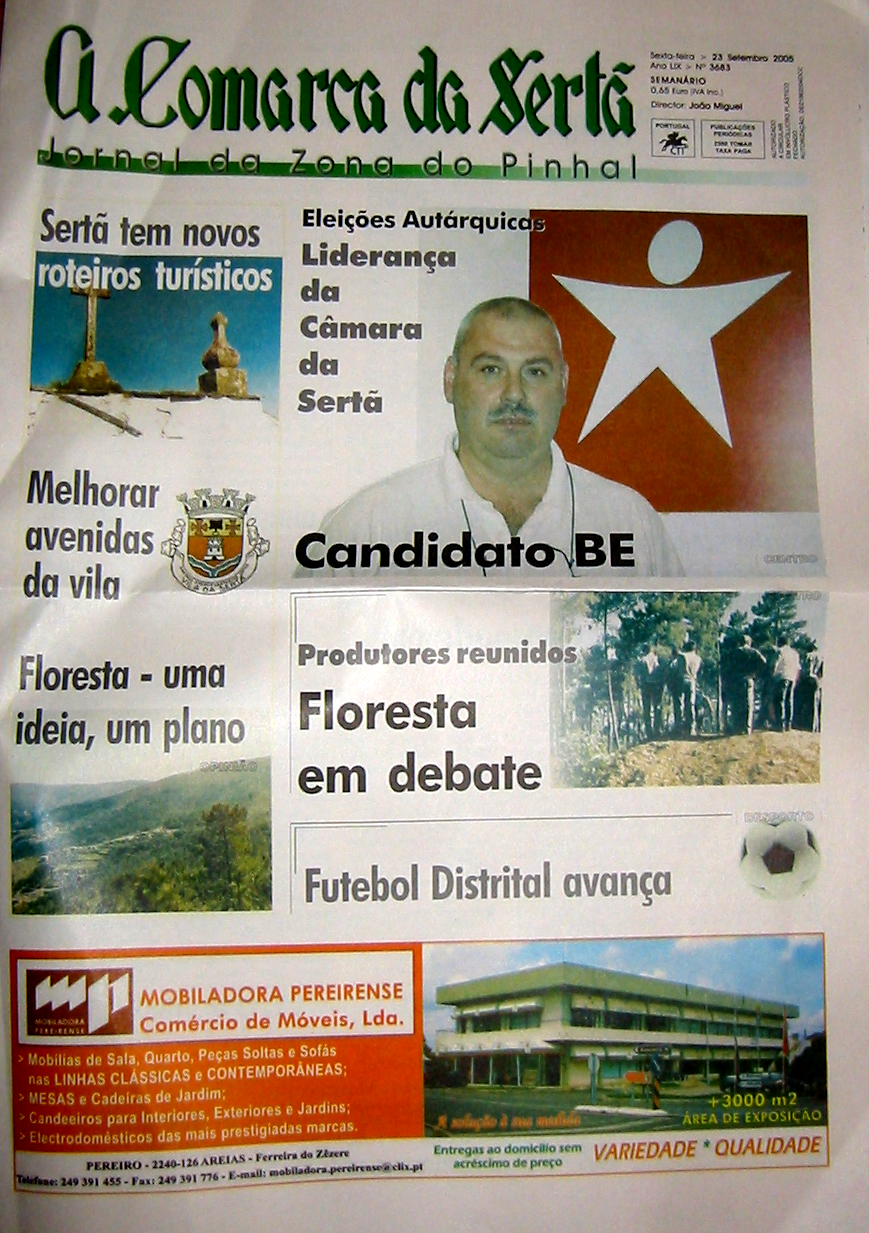
A Comarca da Sertã é o mais importante dos semanários locais atuais e uma referencia de qualidade a nível nacional.

### Comunicação social

#### Imprensa

##### Imprensa actual
Existem dois jornais locais: "A Comarca da Sertã", fundado em 9 de Maio de 1936, dirigido pelo jornalista João Miguel (com uma tiragem que não excede os 5000 exemplares por semana) e o O Expresso do Pinhal dirigido por Teresa Aires, que se publicam ambos semanalmente, este às quartas-feiras, aquele às sextas-feiras.

##### Antigos jornais
Vários jornais foram publicados no município da Sertã ao longo dos tempos. O primeiro terá sido O Correio da Sertã. Seguiram-se o Jornal da Certã, o Campeão do Zêzere, o Correio da Província, o Echo da Beira, o Certaginense, A Ninfa do Zêzere, a Gazeta das Províncias, a Voz do Povo, A Voz da Beira, A Boa Nova, A Pátria de Celinda, O Progresso da Beira, Beira Nova, Família Paroquial de Várzea dos Cavaleiros, Notícias de Várzea dos Cavaleiros e O Renovador.

#### Radiodifusão
A rádio regional é a Rádio Condestável, sediada em Cernache do Bonjardim. Emite em FM em 91,3 MHz, 97,5 MHz e 107,0 MHz.

### Recintos culturais
Existem na sede de município quatro recintos culturais, com projecções irregulares de cinema: o Cine-Teatro Tasso do Clube da Sertã, a Casa da Cultura (onde também se realizam exposições, concertos e debates) propriedade da Câmara Municipal, e o Cinema Monte Verde (privado) na Sertã, e o Cine-Teatro Taborda do Clube Bonjardim em Cernache.

### Gastronomia
A gastronomia da Sertã é muito rica. Destacam-se os maranhos e o bucho recheado, sendo de referir, ainda, a presença do cabrito estonado, que apesar de ser um símbolo gastronómico de Oleiros, enriquece a mesa sertaginense desde tempos imemoriais. Na doçaria: Cartuchos à moda de Cernache do Bonjardim.

### Heráldica

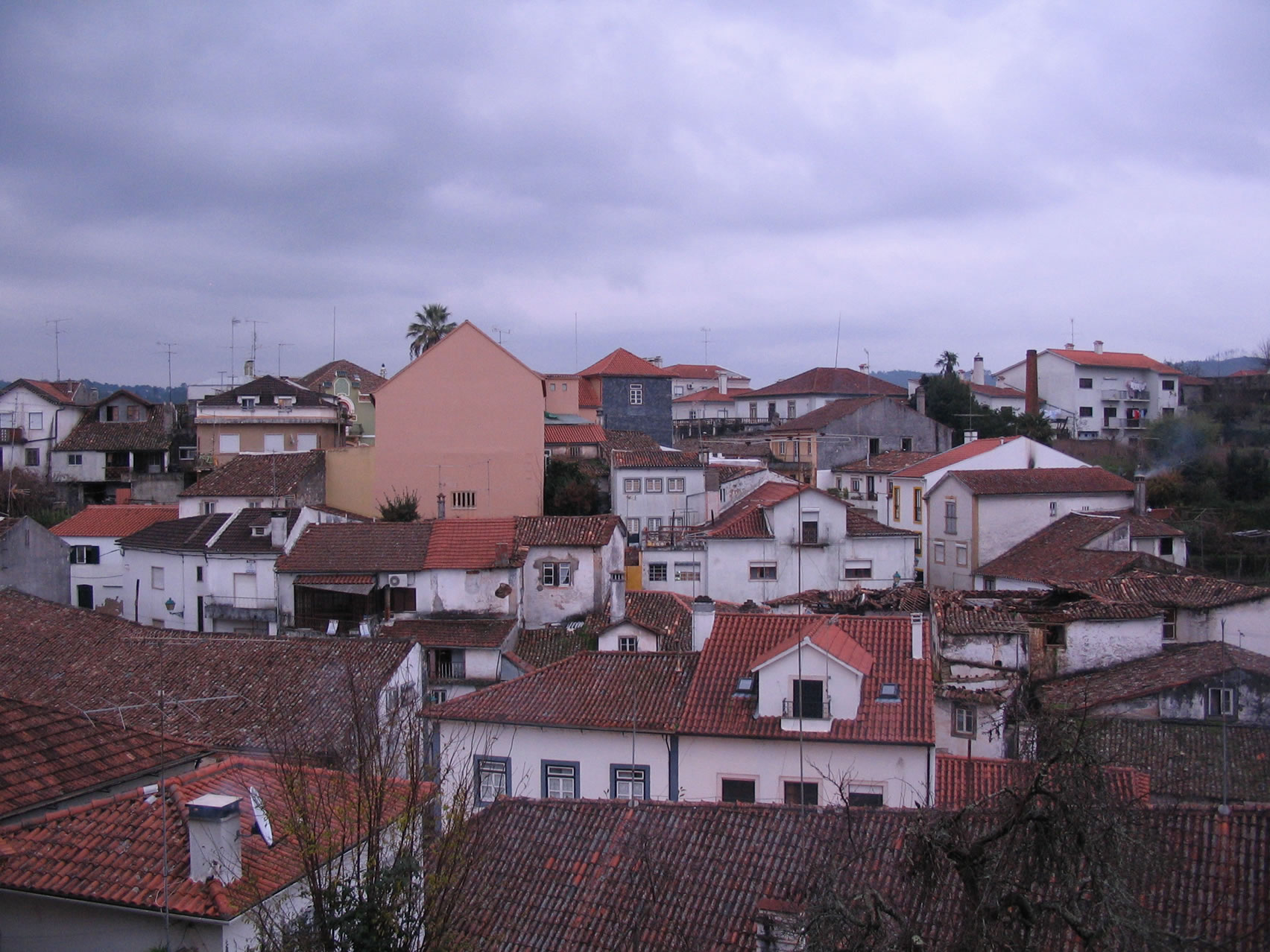
Casario da parte antiga da Sertã

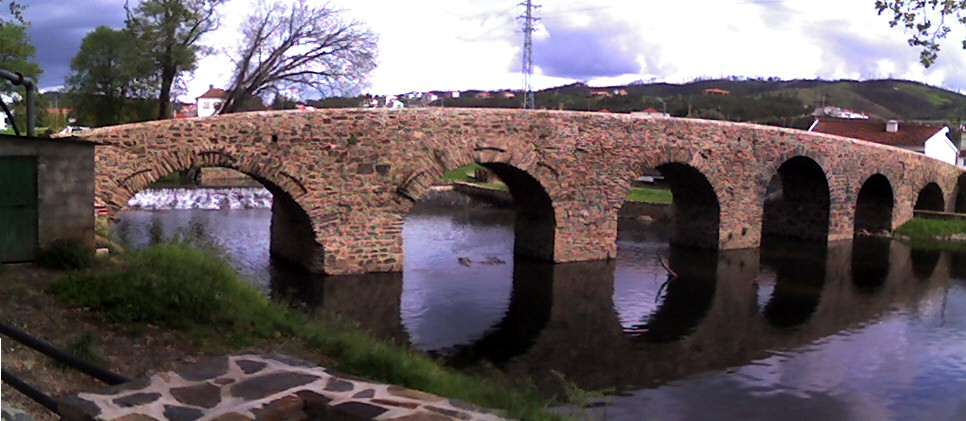
Ponte romana sobre a ribeira da Sertã.

Armas: Escudo de vermelho com uma torre torreada de prata, aberta e iluminada de negro. Em chefe, de ouro, uma sertã de negro, acompanhada por duas cruzes de vermelho, uma do Templo e outra de Malta. Em contra-chefe, dois rios, de prata e de azul, que se ligam ao centro e seguem para o pé do escudo. Coroa mural de prata de quatro torres. Listel branco com a legenda de negro: "Vila da Sertã" e "Sartago Sternit Sartagine Hostes" (A Sertã derruba os seus inimigos com uma sertã).

### Principais romarias
As mais importantes romarias do município são a de Nossa Senhora do Remédios (nos arrabaldes da Sertã) que se realiza a 14 e 15 de Agosto; de Nossa Senhora da Graça (no mesmo local da precedente) no segundo domingo de Outubro; e de Nossa Senhora da Confiança (junto à vila de Pedrógão Pequeno) a 8 de Setembro. No entanto, realizam-se romarias e festas populares em praticamente todas as aldeias do município, durante o Verão.

### Agremiações sociais, culturais e desportivas
- Agrupamento n.º 170 do Corpo Nacional de Escutas, Sertã
- Agrupamento n.º 721 do Corpo Nacional de Escutas, Cernache do Bonjardim
- Associação Comercial e Industrial dos Concelhos da Sertã, Proença-A-Nova, Vila de Rei e Oleiros, antigamente Grémio do Comércio.
- Associação Cultural e Social da Freguesia de Figueiredo
- Foz Sã-Associação de Protecção, Cultura e Recreio da Foz da Sertã

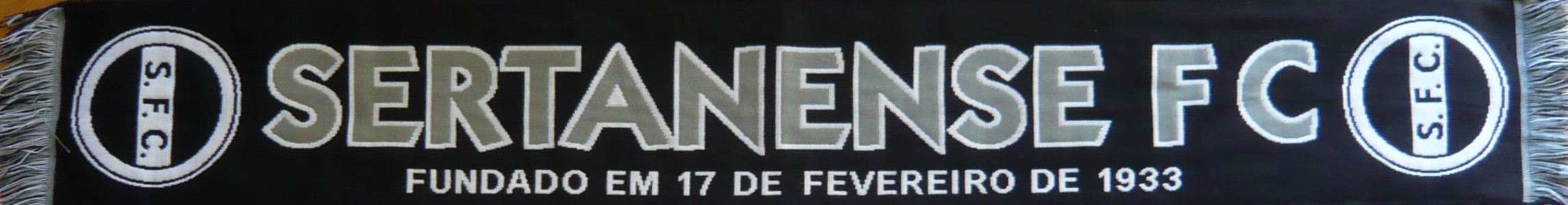
O Sertanense Futebol Clube, fundado em 1934 é um dos clubes desportivos representativos do concelho.

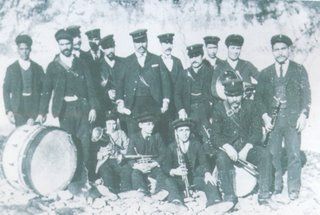
A Filarmónica União Sertaginense, fundada em 1830 é a mais antiga agremiação cultural do município e a mais antiga filarmónica do país.

- Associação Recreativa Cultural e Desportiva de Cabeçudo

- Associação Recreativa Cultural e Desportiva de Carvalhal
- Associação Recreativa Cultural e Desportiva de Castanheiras, Ermida
- Associação Recreativa Cultural e Desportiva da Maceira, Troviscal

- Associação Recreativa Cultural e Desportiva de Santa Rita, Castelo
- Associação Recreativa Cultural e Desportiva de Troviscal
- Associação Recreativa Cultural e Desportiva de Várzea dos Cavaleiros
- Associação Recreativa Cultural e Desportiva Nossa Senhora das Neves, Pampilhal
- Centro Social, Cultural, Recreativo e Desportivo de Cumeada
- Centro Social Recreativo e Cultural de Vale do Laço
- Centro Social, Recreativo e Desportivo de Marmeleiro
- Centro Social Recreativo e Desportivo do Alcainho
- Clube da Sertã, antigamente Grémio Sertaginense.
- Clube Bonjardim, em Cernache do Bonjardim.
- Escola de Música da Casa do Povo de Cernache do Bonjardim
- Escola de Artes Tulio Vitorino em Cernache do Bonjardim
- Santa Casa da Misericórdia da Sertã
- Sertanense Futebol Clube
- SelindaBTT - Associação de BTT
- Filarmónica União Sertaginense
- Grupo Cultural e Recreativo Castelense, Castelo
- Rancho Folclórico do Club Bonjardim
- Rancho Folclórico e Etnografico da Casa do Povo de Cernache do Bonjardim
- Rancho Folclórico de Pedrógão Pequeno
- Sociedade Filarmónica Aurora Pedroguense, Pedrógão Pequeno
- Grupo Desportivo Vitória de Sernache

## Locais e sítios do município com interesse turístico
- Praia de Ribeira Grande
- Centro Náutico do Zêzere
- Castelo da Sertã

Para mais pormenores, o consulente é aconselhando a consultar também a Lista de património edificado na Sertã.

## Organização administrativa do município

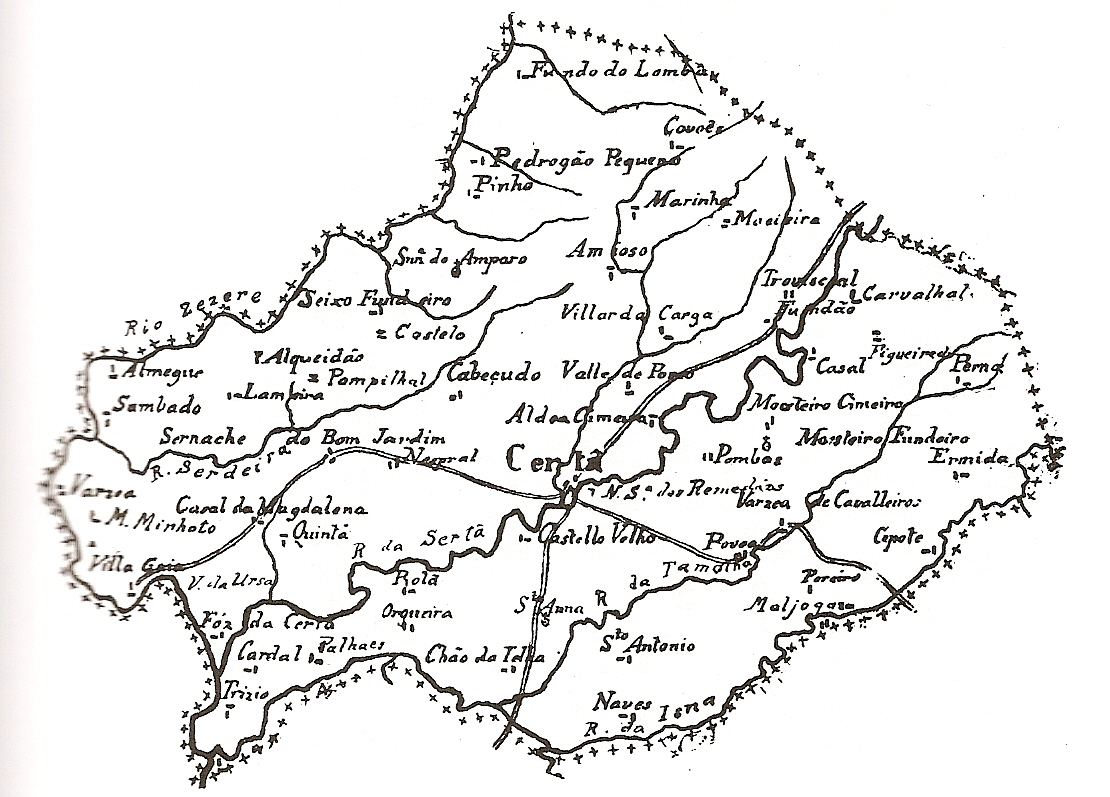
Mapa do município da Certã, datado de 1870

### Feriado Municipal
O feriado municipal celebra-se no dia 24 de Junho, dia de São João. A data, no entanto, não comemora este santo já que o orago da freguesia-sede de município é São Pedro, mas Nuno Álvares Pereira, que nasceu em Cernache do Bonjardim a 24 de junho de 1360.

### Subdivisões administrativas

Freguesias do município de Sertã

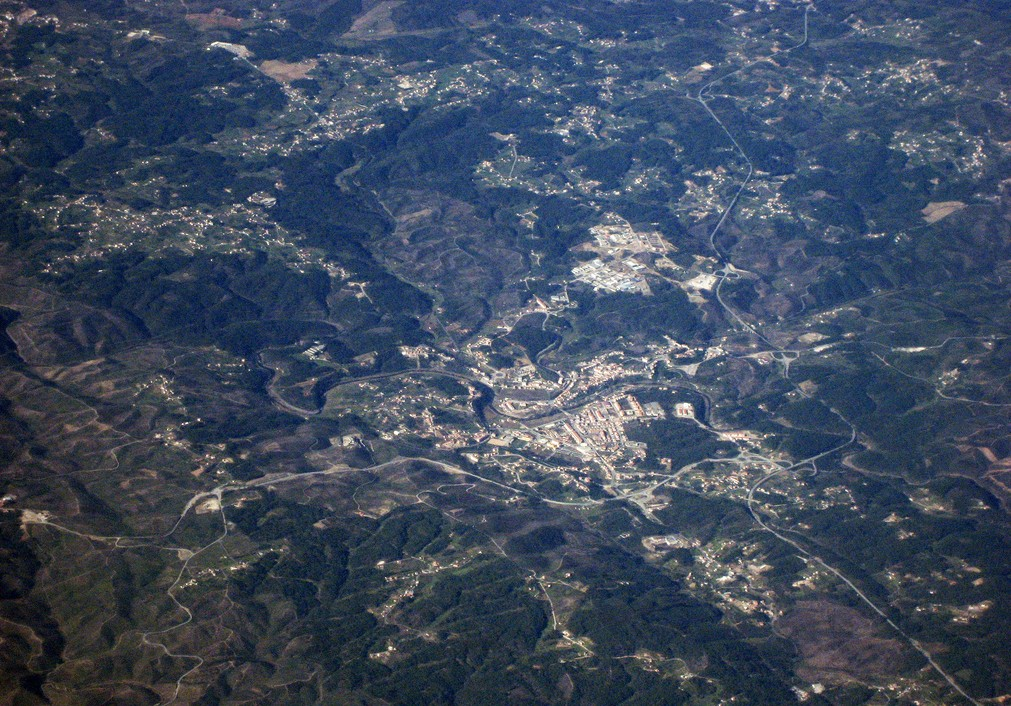
A vila da Sertã vista de balão de ar quente

O município inclui 242 localidades (duas vilas e 240 aldeias ou lugares).
O município da Sertã está dividido em 10 freguesias:
- Cabeçudo
- Carvalhal
- Castelo
- Cernache de Bonjardim, Nesperal e Palhais
- Cumeada e Marmeleiro
- Ermida e Figueiredo
- Pedrógão Pequeno
- Sertã
- Troviscal
- Várzea dos Cavaleiros

## Política

### Presidentes eleitos
- 2021–2025: Carlos Alberto de Miranda (PS)[151]
- 2017–2021: José Farinha Nunes (PPD/PSD)[152]
- 2013–2017: José Farinha Nunes (PPD/PSD)[153]
- 2009–2013: José Farinha Nunes (PPD/PSD)
- 2005–2009: José Paulo Barata Farinha (PS)
- 2001–2005: José Paulo Barata Farinha (PS)
- 1997–2001: José Manuel Lopes Carreto (PPD/PSD)
- 1993–1997: Ângelo Pedro Farinha (PPD/PSD)
- 1989–1993: Ângelo Pedro Farinha (PPD/PSD)
- 1985–1989: Ângelo Pedro Farinha (PPD/PSD)
- 1982–1985: Ângelo Pedro Farinha (PPD/PSD)
- 1979–1982: Reinaldo Lima da Silva (AD)
- 1976–1979: Ângelo Patrício Soares Bastos (PPD/PSD)

### Eleições autárquicas[155]
| Data | %       | V       | %     | V     | %      | V      | %            | V            | %              | V  | %              | V   | %              | V  | %  | V  | Participação |                |
| Data | PPD/PSD | PPD/PSD | PS    | PS    | CDS-PP | CDS-PP | FEPU/APU/CDU | FEPU/APU/CDU | AD             | AD | IND            | IND | BE             | BE | CH | CH | Participação |                |
| ---- | ------- | ------- | ----- | ----- | ------ | ------ | ------------ | ------------ | -------------- | -- | -------------- | --- | -------------- | -- | -- | -- | ------------ | -------------- |
| Data | 1976    | 41,73   | 3     | 26,10 | 2      | 22,39  | 2            | 2,96         | -              |    |                |     |                |    |    |    |              | 51,15 / 100,00 |
| 1979 | AD      | AD      | 14,35 | 1     | AD     | AD     | 2,94         | -            | 79,81          | 6  | 65,35 / 100,00 |     |                |    |    |    |              |                |
| 1982 | 45,99   | 4       | 18,76 | 1     | 27,85  | 2      | 2,07         | -            |                |    | 60,10 / 100,00 |     |                |    |    |    |              |                |
| 1985 | 71,25   | 6       | 8,40  | -     | 15,02  | 1      | 1,52         | -            | 62,14 / 100,00 |    |                |     |                |    |    |    |              |                |
| 1989 | 57,21   | 5       | 19,11 | 1     | 17,47  | 1      | 1,10         | -            | 59,80 / 100,00 |    |                |     |                |    |    |    |              |                |
| 1993 | 49,56   | 4       | 38,45 | 3     | 6,32   | -      | 0,83         | -            | 65,98 / 100,00 |    |                |     |                |    |    |    |              |                |
| 1997 | 56,36   | 5       | 32,70 | 2     | 6,27   | -      | 0,53         | -            | 63,18 / 100,00 |    |                |     |                |    |    |    |              |                |
| 2001 | 29,60   | 2       | 29,87 | 3     | 6,14   | -      | 0,82         | -            | 29,82          | 2  | 69,92 / 100,00 |     |                |    |    |    |              |                |
| 2005 | 37,81   | 3       | 51,73 | 4     | 4,96   | -      | 0,36         | -            |                |    | 1,31           | -   | 68,33 / 100,00 |    |    |    |              |                |
| 2009 | 50,91   | 4       | 36,25 | 3     | 7,67   | -      | 0,62         | -            | 1,62           | -  | 68,50 / 100,00 |     |                |    |    |    |              |                |
| 2013 | 61,61   | 5       | 24,98 | 2     | 4,10   | -      | 1,50         | -            | 1,71           | -  |                |     | 63,23 / 100,00 |    |    |    |              |                |
| 2017 | 58,43   | 5       | 33,47 | 2     | 2,22   | -      | 1,25         | -            |                |    | 65,65 / 100,00 |     |                |    |    |    |              |                |
| 2021 | 42,81   | 3       | 47,66 | 4     |        |        | 0,94         | -            | 1,28           | -  | 3,44           | -   | 67,01 / 100,00 |    |    |    |              |                |

### Eleições legislativas
| Data | %     | %     | %     | %    | %     | %     | %       | %     | %     | %    | %    | %   | %       | %  | %  | % |
| Data | PSD   | PS    | CDS   | PCP  | UDP   | AD    | APU/CDU | FRS   | PRD   | PSN  | BE   | PAN | PSD CDS | CH | IL | L |
| ---- | ----- | ----- | ----- | ---- | ----- | ----- | ------- | ----- | ----- | ---- | ---- | --- | ------- | -- | -- | - |
| 1976 | 42,37 | 21,24 | 20,65 | 1,94 | 0,76  |       |         |       |       |      |      |     |         |    |    |   |
| 1979 | AD    | 15,47 | AD    | APU  | 1,24  | 73,16 | 3,42    |       |       |      |      |     |         |    |    |   |
| 1980 | AD    | FRS   | AD    | APU  | 0,43  | 74,56 | 2,62    | 14,69 |       |      |      |     |         |    |    |   |
| 1983 | 56,74 | 20,39 | 13,03 | APU  | 0,56  |       | 2,24    |       |       |      |      |     |         |    |    |   |
| 1985 | 55,79 | 12,84 | 10,67 | APU  | 0,88  | 1,46  | 10,53   |       |       |      |      |     |         |    |    |   |
| 1987 | 74,00 | 11,62 | 5,02  | CDU  | 0,47  | 1,09  | 1,41    |       |       |      |      |     |         |    |    |   |
| 1991 | 72,63 | 16,10 | 4,73  | CDU  |       | 0,67  | 0,68    | 1,52  |       |      |      |     |         |    |    |   |
| 1995 | 55,93 | 31,75 | 7,52  | CDU  | 0,34  | 0,74  |         |       |       |      |      |     |         |    |    |   |
| 1999 | 55,98 | 31,91 | 7,05  | CDU  |       | 1,12  | 0,78    |       |       |      |      |     |         |    |    |   |
| 2002 | 58,91 | 28,26 | 8,15  | CDU  | 0,60  | 0,58  |         |       |       |      |      |     |         |    |    |   |
| 2005 | 46,22 | 36,01 | 8,22  | CDU  | 1,03  | 2,76  |         |       |       |      |      |     |         |    |    |   |
| 2009 | 41,63 | 32,00 | 12,36 | CDU  | 1,30  | 5,73  |         |       |       |      |      |     |         |    |    |   |
| 2011 | 52,95 | 21,61 | 11,81 | CDU  | 1,56  | 2,65  | 0,83    |       |       |      |      |     |         |    |    |   |
| 2015 | CDS   | 25,71 | PSD   | CDU  | 2,31  | 6,32  | 0,82    | 54,84 | 0,37  |      |      |     |         |    |    |   |
| 2019 | 43,93 | 30,67 | 4,81  | CDU  | 1,60  | 6,04  | 1,83    |       | 1,14  | 0,43 | 0,56 |     |         |    |    |   |
| 2022 | 38,83 | 39,96 | 2,29  | CDU  | 0,97  | 2,67  | 0,84    | 8,25  | 2,03  | 0,47 |      |     |         |    |    |   |
| 2024 | AD    | 25,65 | AD    | CDU  | 40,95 | 0,81  | 2,57    | 1,29  | 18,23 | 2,17 | 1,48 |     |         |    |    |   |